# 유음
유음(流音; 영어: liquid)은 조음할 때 공기의 흐름을 적게 막아서 내는 닿소리다. 공식 정서법에서는 ‘l’이나 ‘r’ 또는 이에 상응하는 글자로 적는다. 보통 유음은 유성음만 있지만, 일부 언어는 무성음 유음이 존재한다.
국제음성기호의 분류에서는 탄음, 마찰음·파찰음이 아닌 전동음 및 설측음, 반모음이 아닌 접근음 등이 해당된다.

## 예시
- 한국어: ㄹ이 여기에 해당하며, 홀소리들 사이와 첫소리에서는 탄음, 끝소리에서는 설측음으로 나타난다.
- 일본어: ら행 및 りゃ의 첫소리가 여기에 해당한다.
- 영어: /l, r/이 여기에 해당한다.
- 현대 그리스어, 세르보크로아트어, 이탈리아어:  /l, ʎ, r/이 여기에 해당한다.
- 러시아어:  /lʲ, rʲ, l, r/이 여기에 해당한다.
- 아일랜드어: /l̪ˠ, lʲ, ɾˠ, ɾʲ/이 여기에 해당한다.

## 같이 보기
- 공명음
- 잉그리시